# Técnica de Six

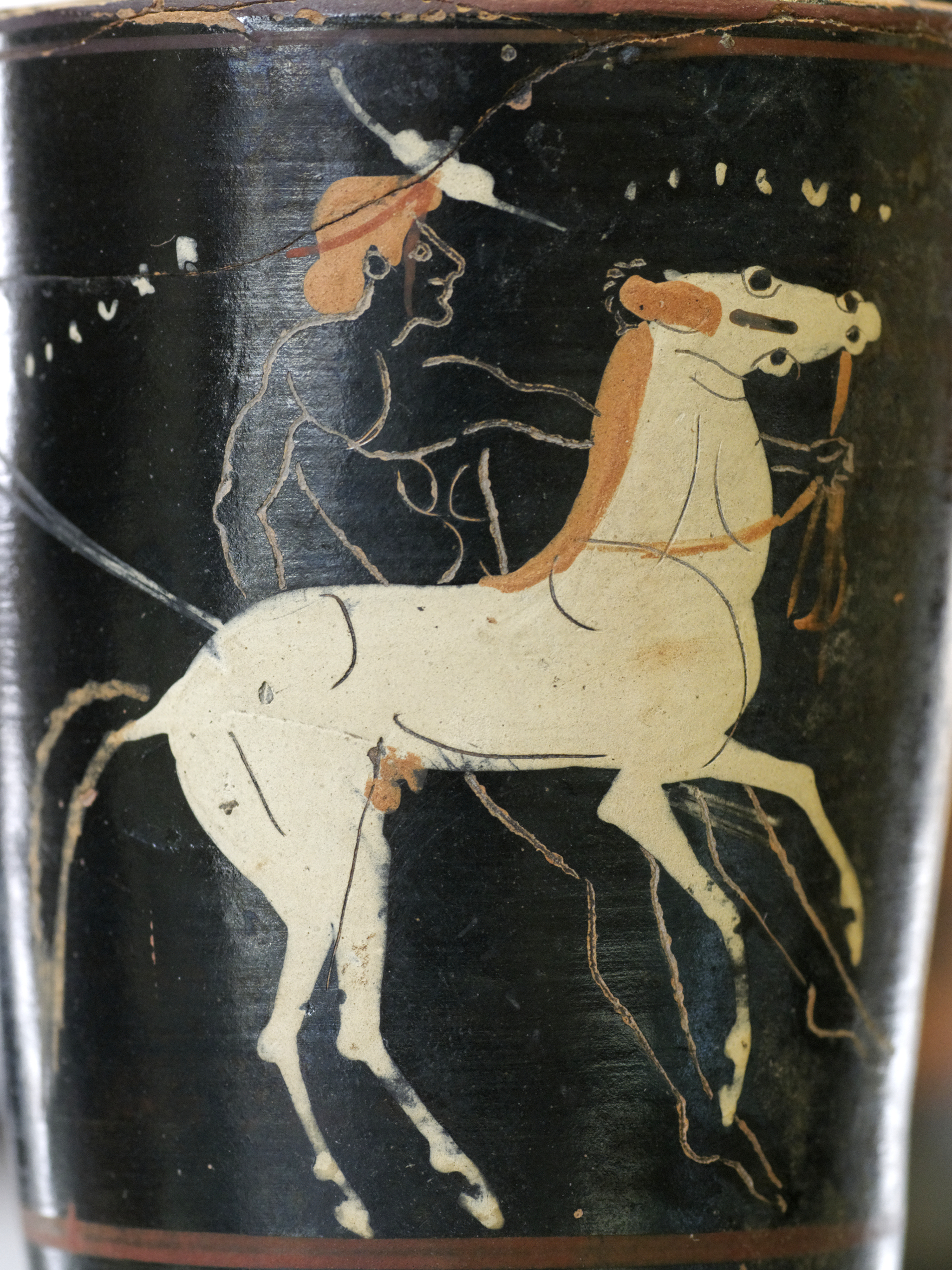
Lécito decorado con la técnica de Six, Cabinet des Médailles, París (De Ridder 493).

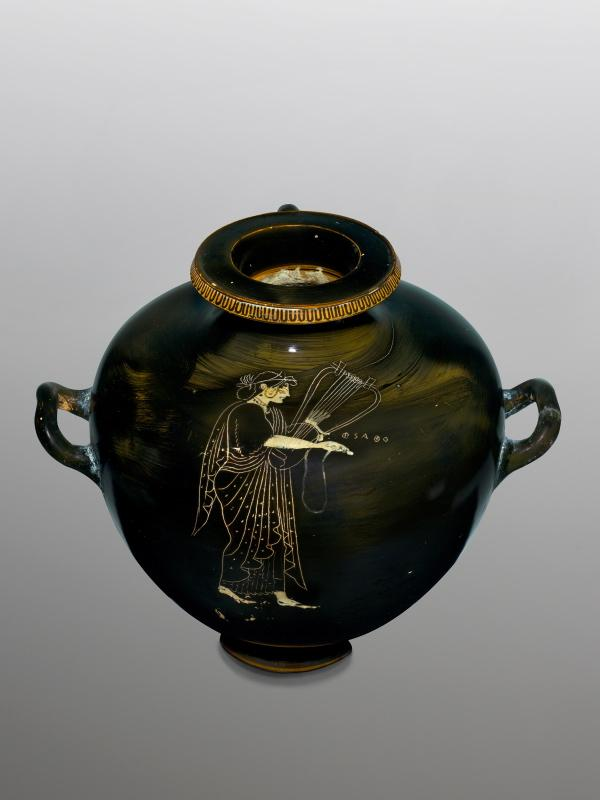
Kalpis decorado con la técnica Six, Pintor de Safo, aprox. 510 a. C.

La técnica de Six fue utilizada por los pintores áticos de figuras negras, el académico holandés Jan Six la describió por vez primera en 1888.Fue John Beazley quien acuñó el término «técnica de Six» en 1928. 
En 1888, Jan Six publicó su artículo seminal Vases polychromes sur fond noir de la période archaïque (Vasos policromados sobre un fondo negro de la época arcaica|). Cuarenta años después, en 1928, el experto en arte británico John Beazley, en una discusión sobre un vaso del llamado Pintor de Safo en Varsovia, afirmó: «Es en lo que podría llamarse la técnica de Six». Esta declaración estableció el término con el que la técnica aún se conoce comúnmente hoy en día.
La técnica pictórica de Six tiene sus raíces en el estilo pictórico de figuras negras. Es producto de una fase experimental de la pintura de vasos áticos (como alternativa a la nueva técnica de figuras rojas),que probablemente se originó en el taller del alfarero Nicóstenes en el último tercio del siglo VI a. C. (alrededor del 530 a. C.) La mayoría de los ejemplares que se conservan proceden del taller de los pintores Safo y Diosfo, que se especializaron en la producción de lécitos, el tipo de vaso más común decorado con esta técnica de pintura (en menor medida, enócoes, fíalas o calpis).
Los vasos de cerámica producidos con la técnica Six, debido al tipo de recubrimiento brillante y la cocción del vaso, se cubrían con una pintura negra metálica. Las figuras y decoraciones se representaban entonces sobre la superficie negra mediante una combinación de líneas grabadas y colores añadidos, principalmente blanco, pero para escenas más elaboradas también rosa, rojo o marrón.
Sin embargo, a principios del siglo V a. C., esta técnica de pintura de vasos ya no podía competir con la más popular técnica de pintura de vasos de figuras rojas y gradualmente cayó en desuso. Debido a la fragilidad de las pinturas superficiales aplicadas y a la falta de talleres involucrados en su producción, la técnica de Six fue una técnica de pintura de vasos poco utilizada desde el principio.

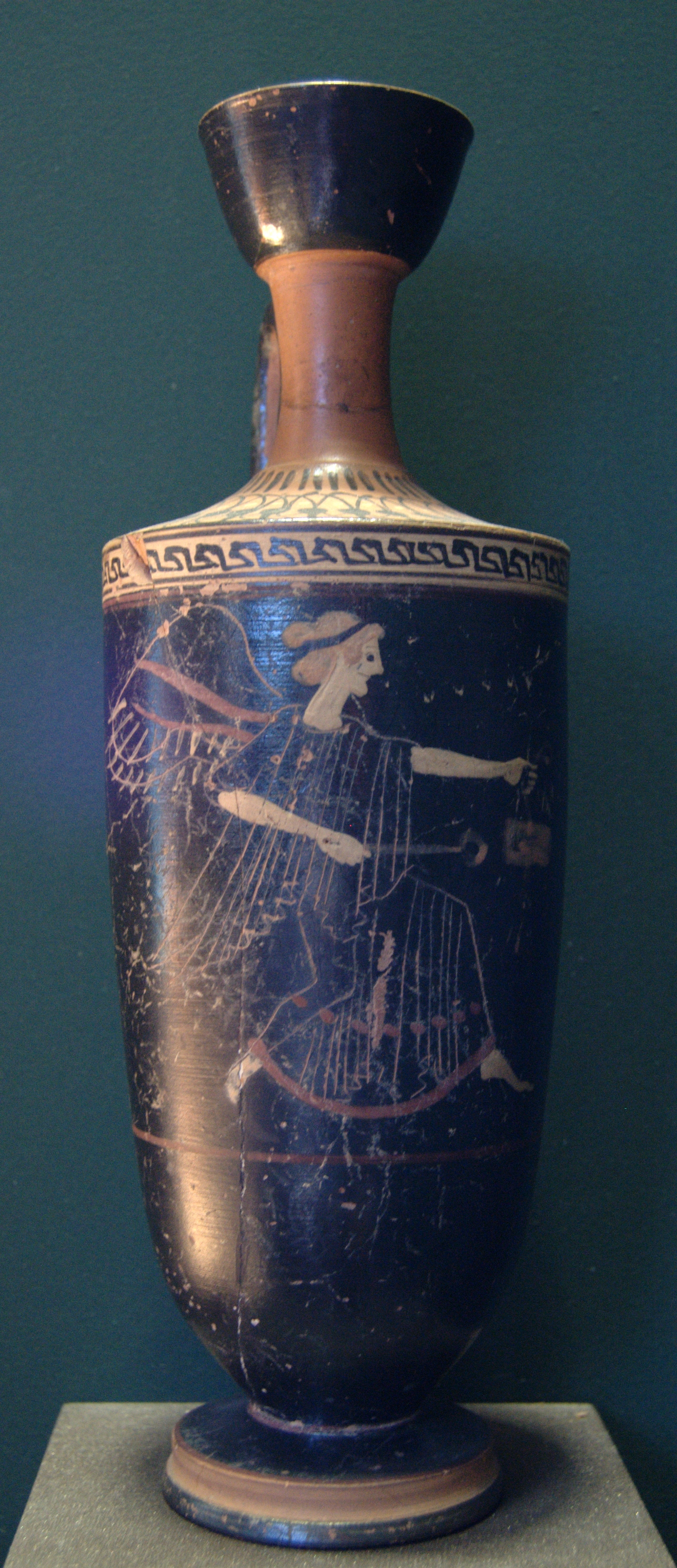
Lécito, c. 500–490 a. C.
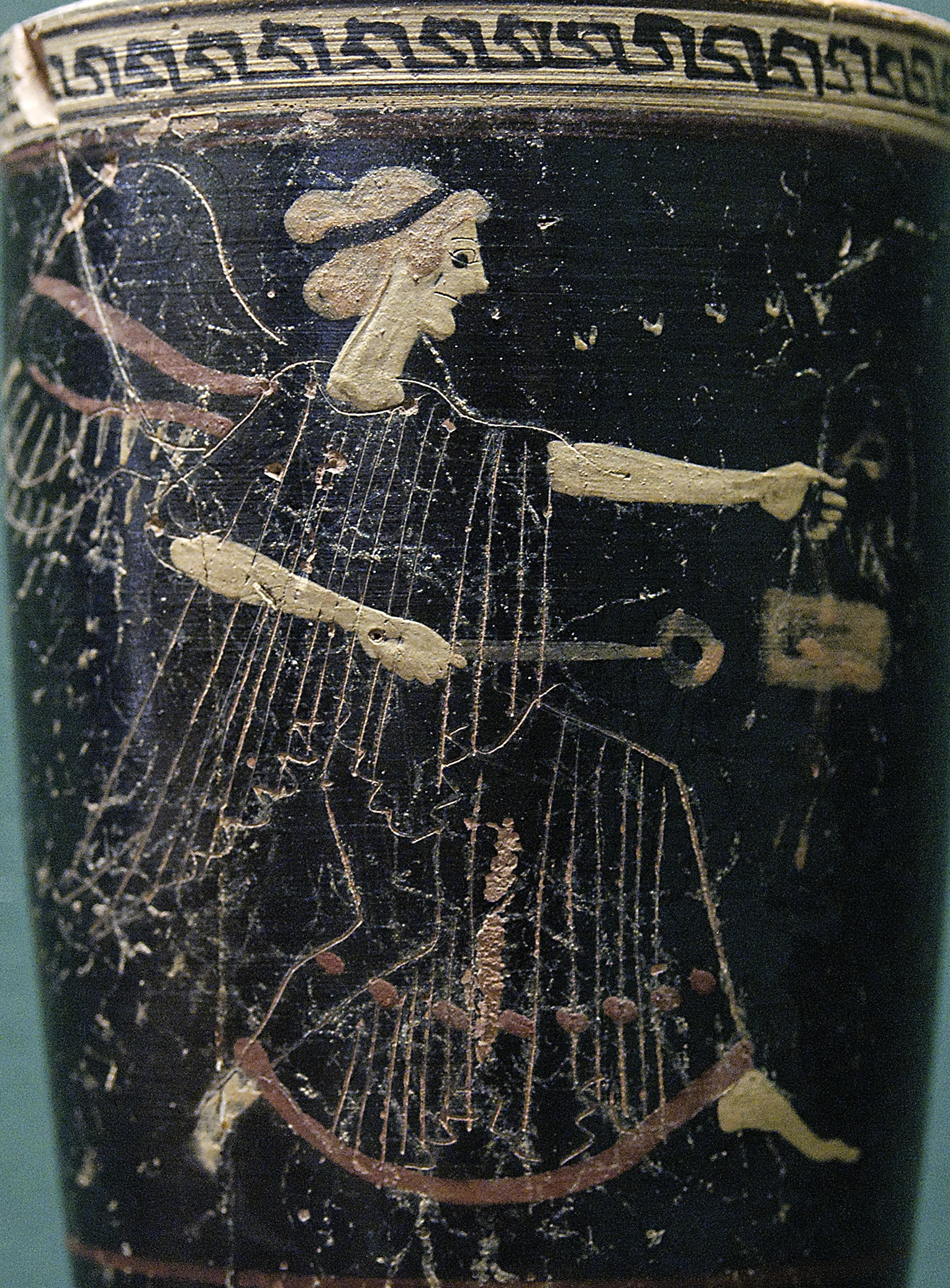
Iris. Detalle del anterior.
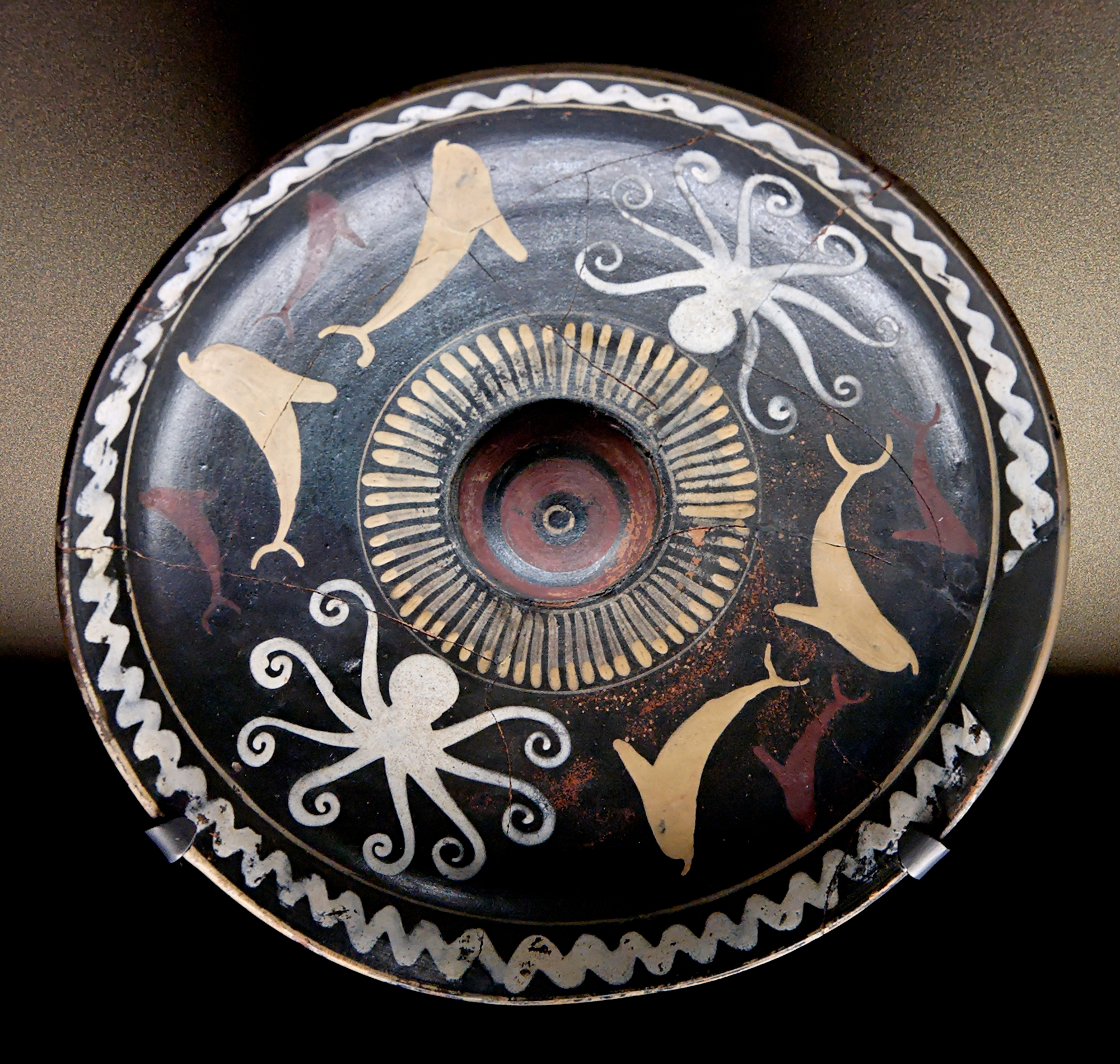
Fíala decorada con la técnica Six, ca. 510–500 a. C., Museo del Louvre L 210, París.
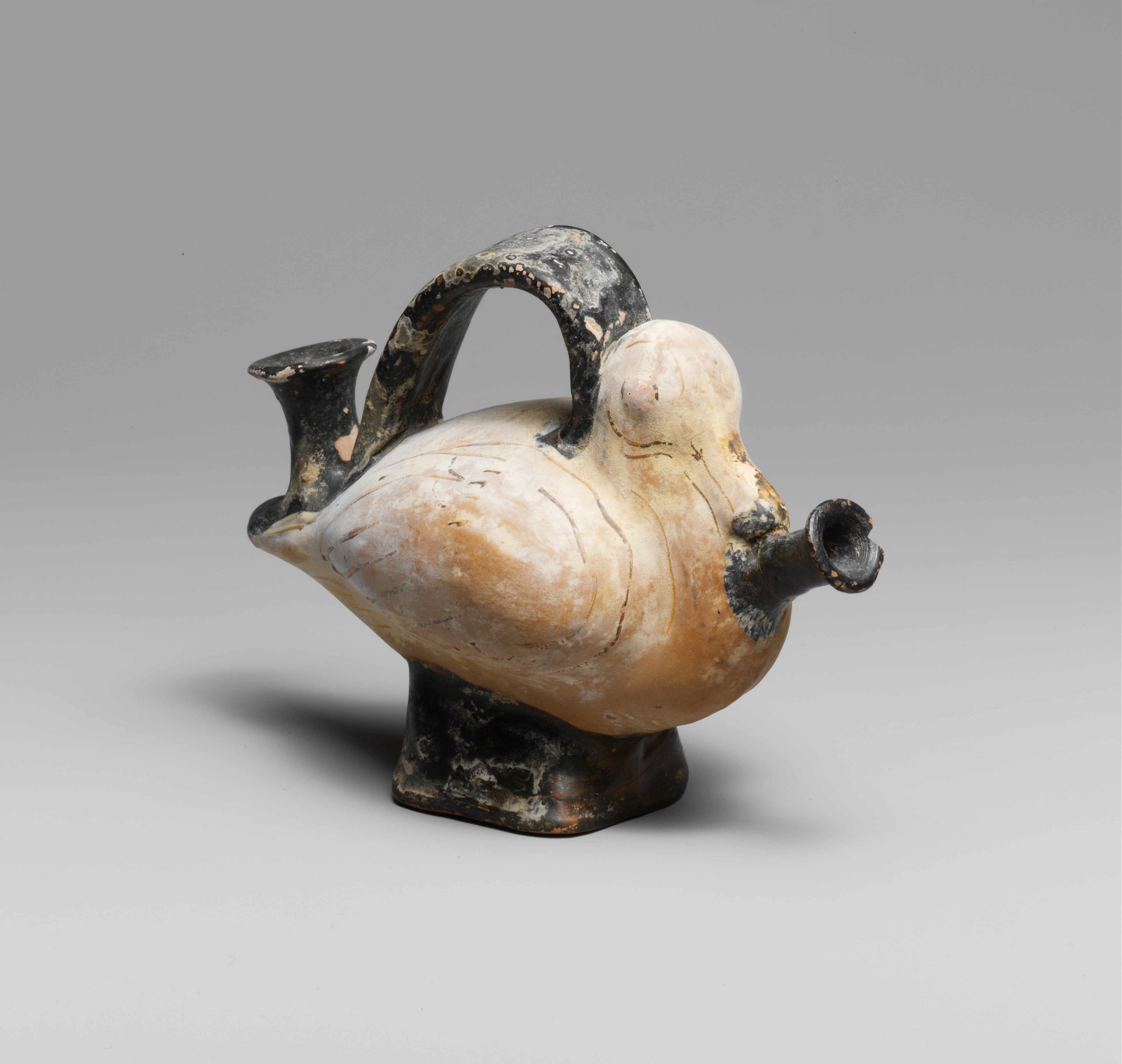
Ascos de forma zoomorfa, técnica de Six, Museo de Arte Walters 48.270, Baltimore.